# UN-Arbeitsgruppe betreffend Einsatz von Söldnern
Die Arbeitsgruppe betreffend Einsatz von Söldnern als Mittel zur Verletzung der Menschenrechte und zur Verhinderung des Selbstbestimmungsrechts der Völker (englisch Working Group on the use of mercenaries, französisch Groupe de travail sur l’utilisation de mercenaires) hat die Aufgabe aufkommende Probleme, Erscheinungsformen und Entwicklungen in Bezug auf Söldner und deren Auswirkungen auf die Menschenrechte zu untersuchen und zu ermitteln.

## Das UN-Mandat
Die UN-Menschenrechtskommission schuf diese Stelle am 7. April 2005 mittels einer Resolution, in welcher auch der Auftrag definiert wurde. Dieses UN-Mandat ist auf drei Jahre befristet und wird regelmäßig verlängert. Nachdem die UN-Menschenrechtskommission im Jahr 2006 durch den UN-Menschenrechtsrat ersetzt wurde, ist dieser nun zuständig und übt die Aufsicht aus. Die letzte Verlängerung des Mandates erfolgte am 5. Oktober 2016.
Die Mitglieder der Arbeitsgruppe sind keine Mitarbeiter der Vereinten Nationen, sondern werden von den UN mit einem Mandat beauftragt und dazu erließ der UN-Menschenrechtsrat einen Verhaltenskodex. Der unabhängige Status der Mandatsträger ist für die unparteiische Wahrnehmung ihrer Aufgaben entscheidend. Die Amtszeit eines Mandats ist auf maximal sechs Jahre begrenzt.
Die Arbeitsgruppe erstellt thematische Studien und erarbeitet Leitlinien zur Verbesserung der Menschenrechte. Sie macht Länderbesuche und kann in beratender Funktion Empfehlungen abgeben. Zu ihren Aufgaben gehört auch die Prüfung von Mitteilungen und sie unterbreitet den Staaten Vorschläge, wie sie allfällige Missstände beheben können. Sie macht auch Anschlussverfahren, in welchen sie die Umsetzung der Empfehlungen prüft. Dazu erstellt sie Jahresberichte zu Händen des UN-Menschenrechtsrates und der UN-Generalversammlung.

## Mitglieder der Arbeitsgruppe
| Name                                | Land                   | Amtszeit  |
| ----------------------------------- | ---------------------- | --------- |
| Jovana Jezdimirovic Ranito          | Serbien                | seit 2023 |
| Ravindran Daniel                    | Indien                 | seit 2020 |
| Sorcha MacLeod                      | Vereinigtes Königreich | seit 2018 |
| Carlos Salazar Couto (Vorsitzender) | Peru                   | seit 2022 |
| Michelle Small                      | Südafrika              | seit 2024 |

## Websites
- Groupe de travail sur l’utilisation de mercenaires
- Working Group on the use of mercenaries